# 126245 Kandókálmán
A 126245 Kandókálmán (2002 AY66) kisbolygó a kisbolygóövben kering. 2002. január 13-án fedezte föl Sárneczky Krisztián és Heiner Zsuzsanna a Piszkéstetői Csillagvizsgálóban. A kisbolygó a nevét Kandó Kálmán magyar villamosmérnökről és föltalálóról kapta, aki megalkotta az első nagyfeszültségű, háromfázisú váltakozó árammal működő villamosmozdonyt.

## Külső hivatkozások
- Kandokalman A 126245 Kandókálmán kisbolygó a JPL Small-Body adatbázisában
- Új magyar elnevezésű kisbolygók, köztük a 126245 Kandókálmán kisbolygó